# Acacia crombiei
Acacia crombiei é uma espécie de leguminosa do gênero Acacia, pertencente à família Fabaceae.